# 黒史郎
黒 史郎（くろ しろう、1974年12月27日 - ）は、日本の小説家。神奈川県出身。
2007年、「夜は一緒に散歩しよ」で第一回『幽』怪談文学賞長編部門大賞を受賞。1998年頃からサイト「幻想住人録666」で様々なジャンルのオリジナル小説を公開する。
短篇「ラゴゼ・ヒイヨ」で、史上最年少のクトゥルー神話賞（学習研究社主催）の最優秀賞受賞者となる。 
また収集資料を元に、雑誌・ビデオ・テレビ番組等への資料提供や原案協力を手掛ける一方、数万項目に至る『黒語事典』を製作した。映像作品の脚本に『カクレンボ』2005年 (c) YAMATWORKSがある。

## 作風
著者の地元鶴見を舞台とした都市伝説や、民族学やクトゥルー神話をベースとした作品が多い。

## 著作
- 夜は一緒に散歩しよ（2007年5月 幽ブックス / 2009年8月 MF文庫ダ・ヴィンチ）
- 獣王（2007年11月 幽ブックス）
- 黒水村（2008年5月 一迅社文庫）
- 100KB[キロババア]を追いかけろ（2008年7月 講談社）
- 交錯都市（2009年6月 一迅社文庫)
- ラブ＠メール（2010年2月 光文社文庫)
- 黒丸ゴシック
  - 黒丸ゴシック1 人間崩壊（2010年7月 竹書房文庫)
  - 黒丸ゴシック2 人間溶解（2011年1月 竹書房文庫)
- 幽霊詐欺師ミチヲ
  - 幽霊詐欺師ミチヲ（2011年3月 角川ホラー文庫）
  - 幽霊詐欺師ミチヲ2 招かざる紳士淑女たち（2011年9月 角川ホラー文庫）
  - 幽霊詐欺師ミチヲ3 時計仕掛けのファンタスマゴリア（2012年3月 角川ホラー文庫）
- 黒塗怪談 笑う裂傷女（2011年8月 竹書房文庫)
- 未完少女ラヴクラフト
  - 未完少女ラヴクラフト（2013年1月 スマッシュ文庫）
  - 未完少女ラヴクラフト2（2013年11月 スマッシュ文庫）
- 丑之刻子、参ります。（2013年9月 竹書房タソガレ文庫)
- 失物屋マヨヒガ（2014年3月 幽ブックス)
- いちろ少年忌譚（2014年6月 朝日新聞出版）
- 怪談撲滅委員会
  - 怪談撲滅委員会 幽霊の正体見たり枯尾花（2014年12月 角川ホラー文庫)
  - 怪談撲滅委員会 死人に口無し（2015年4月 角川ホラー文庫)
- 童提灯（2015年8月 創土社The Cthulhu Mythos Files）
- 乱歩奇譚
  - 人間椅子（2015年10月 光文社文庫)
  - 怪人二十面相（2016年1月 光文社文庫)
- 実話蒐録集 
  - 黒怪談（2015年6月 竹書房文庫)
  - 暗黒怪談（2016年1月 竹書房文庫)
  - 漆黒怪談（2016年8月 竹書房文庫）
  - 闇黒怪談（2017年2月 竹書房文庫）
  - 魔黒怪談（2017年9月 竹書房文庫）
- 黒怪談傑作選 闇の舌（2018年12月 竹書房文庫）
- 異界怪談 
  - 暗渠（2018年4月 竹書房文庫）
  - 底無（2019年7月 竹書房文庫）
- 血ザクロ学園 ヤザキサマ編（2020年9月 ラインスタッフ・プロダクツ）ゲームブック
- ご当地怪談
  - 川崎怪談（2022年11月 竹書房文庫）
  - 横浜怪談（2023年4月 竹書房文庫）

### 共著
- ヴィジュアル版 謎シリーズ クトゥルー神話の謎と真実（2007年11月 学研パブリッシング）
- 男たちの怪談百物語 (2012年10月 幽ブックス)
- みんなが視える! 地霊町ふしぎ探偵団 (2014年5月 角川つばさ文庫)
- FKBふたり怪談 伍 (竹書房文庫)
- ミスミソウ (2018年5月 双葉文庫)
- 深夜廻 (2018年6月 PHP-COMIX)
- ひどい民話を語る会　（2022年10月KADOKAWA）

### アンソロジー（「」内が黒史郎の作品）
- てのひら怪談（2007年2月 ポプラ社、2008年6月 ポプラ文庫）「祖父のカセットテープ」
- 怪談列島ニッポン 書き下ろし諸国奇談競作集（2009年2月 MF文庫ダ・ヴィンチ）「山北飢談」
- てのひら怪談 己丑（2009年6月 ポプラ文庫）「蛾鬼」
- 厠の怪 便所怪談競作集 (2010年4月 MF文庫ダ・ヴィンチ)「トイレ文化博物館のさんざめく怪異」
- てのひら怪談 庚寅（2010年6月 ポプラ文庫）「歯科呪医」
- 怪しき我が家 家の怪談競作集 (2011年2月 MF文庫ダ・ヴィンチ)「押入れヒラヒラ」
- 怪談実話 FKB話 饗宴（2011年5月 竹書房文庫）「I氏の塩」「ぺそぺそ」「放課後心中」
- 怪談実話系6（2011年6月 MF文庫ダ・ヴィンチ）「彗星祈願」
- 怪談実話 FKB 饗宴2（2011年12月 竹書房文庫）「迷い酒」「フラッシュ」
- 怪談実話系7（2012年2月 MF文庫ダ・ヴィンチ）「贖罪時計」
- 怪談実話 FKB 饗宴3（2012年6月 竹書房文庫）「孫」「319号室」
- 怪談実話 FKB 饗宴4（2013年2月 竹書房文庫）「ゴミの主」「ナクコモダマレ」
- 怪獣文藝（2013年3月 幽ブックス）「怪獣地獄」
- 怪談実話 FKB 饗宴5（2013年9月 竹書房文庫）「あぶない入道」「宝物」「かわいい子よ、ごめんなさい」
- FKB 怪談五色 (2013年11月 竹書房文庫)「クローゼット」「黄色ばばあ」「耳かき」「クリスマスプレゼント」「酒気」「飛び込み」「昔のハンサム」「尿臭」
- 怪談実話系／愛（2013年11月 MF文庫ダ・ヴィンチ）「生霊志望」
- インスマスの血脈 (2013年12月 創土社The Cthulhu Mythos Files)
- 怪談実話 FKB 饗宴6（2014年4月 竹書房文庫）「はたらく車」「ムラタカヨ」「異写真」「残留物」「土鈴」
- 怪談実話 FKB 饗宴7（2014年10月 竹書房文庫）「ビンタ」「犬の立つ屋敷」「セット」「たまねぎ」
- FKB怪談五色2 忌式 (2014年11月 竹書房文庫)
- FKB懺・百物語（2014年12月 竹書房文庫）
- ふたり怪談 伍（2015年1月 竹書房文庫）
- FKB 怪談幽戯 (2015年3月 竹書房文庫)
- 瞬殺怪談 (2015年6月 竹書房文庫)
- 怪談五色 呪葬（2015年11月 竹書房文庫）
- 瞬殺怪談 刃（2016年7月 竹書房文庫）
- 瞬殺怪談 斬（2017年7月 竹書房文庫）
- 瞬殺怪談 刺（2018年6月 竹書房文庫）
- 怪談四十九夜 荼毘（2019年2月 竹書房文庫）
- 瞬殺怪談 業（2019年6月 竹書房文庫）
- 怪談四十九夜 鬼気（2020年4月 竹書房文庫）
- てのひら怪談　見てはいけない（2023年　1月ポプラ社）

### 作品
- 『スタジオ　ボイス』12月号(11月6日発売)

「怪談の語り方！　対談：平山夢明×黒史郎」 
鶴見・異界散歩地図 
コンビニ本ベスト24 
- ライブドア携帯小説
- 十二月発売の『メフィスト』「日常の謎」についてのエッセイ。

「福を呼ぶ毛」 
- 『100KBを追いかけろ外伝』
- 『幽』10号

　短編競作・怪しき我が家『押入れヒラヒラ』 
- 『東京人』243

エッセイ「都市の狭間に潜む、闇」 
- ポプラビーチ　てのひら怪談
- 地獄を見たいか
- 世界旅行
- あひるの夜
- 炭の隠居
- 『妖怪跋扈』（監修） 御茶漬海苔画（新紀元社）